# Фей, Сидни Бредшоу
Сидни Брэдшоу Фей (англ. Sidney Bradshaw Fay; 13 апреля 1876 — 29 августа 1967) — американский историк и пацифист.

## Жизнь и творчество
Учился в Гарвардском университете, Сорбонне и в Берлинском университете. Доктор философии. Испытал значительное влияние немецкой исторической школы.
Основной труд С. Б. Фея- The origins of the world war(«Происхождение мировой войны», т.1-2, Москва 1934) содержит большой конкретно-исторический материал, основанный на изучении дипломатических документов. Однако, сводя основные причины Первой мировой войны 1914—1918 к существованию тайных союзов и милитаризма, игнорируя при этом роль экономического соперничества империалистических держав, колониальную проблему и преуменьшая роль англо-германских противоречий, С. Б. Фей часто некритически использовал германские документы.
Фей стремился доказать, что ни одна из держав, участвовавших в Первой мировой войне, не желала европейской войны и что решение Версальского договора 1919 года об ответственности Германии и её союзников за развязывание войны было «исторически необоснованно».

## Сочинения
- The origins of the world war vol.1-2, New York 1928
- Rise of Brandenburg — Prussia to 1786, New York 1964.